# ステラン・ベンクソン
ステラン・ベンクソン（スウェーデン語: Stellan Bengtsson、1952年7月26日 - ）は、スウェーデン・ファルケンベリ出身の元卓球選手。1971年世界選手権男子シングルス優勝。左利き。

## 経歴
スウェーデン西海岸のファルケンベリで生まれ、8歳の時に卓球を始めた。
1971年の世界選手権決勝戦では、前大会覇者の伊藤繁雄を降してスウェーデン人として初の世界チャンピオンになった。
1973年のサラエボ大会ではダブルス、団体で優勝、1975年のカルカッタ大会、1977年のバーミンガム大会、1983年の東京大会でも団体でのメダルに貢献、スウェーデンの主力選手として活躍した。
時折使用していたフォアサービスは王子サーブのモデルともなった。
フットワーク練習としてポピュラーなファルケンベリフットワーク（バックハンド→回り込んでフォアハンド→飛びついてフォアハンドを繰り返すフットワーク練習）を考案したとされ、この名前はベンクソンの出生地に由来するとされている。

## 主な成績
- 世界卓球選手権シングルス優勝（1971年）、第3位（1981年）
- 世界卓球選手権ダブルス優勝（1973年）
- 世界卓球選手権団体優勝（1973年）、準優勝（1983年）、第3位（1975年、1977年）
- ヨーロッパ卓球選手権シングルス優勝（1972年）
- ヨーロッパ卓球選手権ダブルス優勝（1976年、シェル・ヨハンソンとのペア）
- ヨーロッパ卓球選手権団体優勝（1970年、1972年、1974年、1976年、1980年）
- ヨーロッパトップ12優勝（1973年、1980年）